# Niklas Larsen

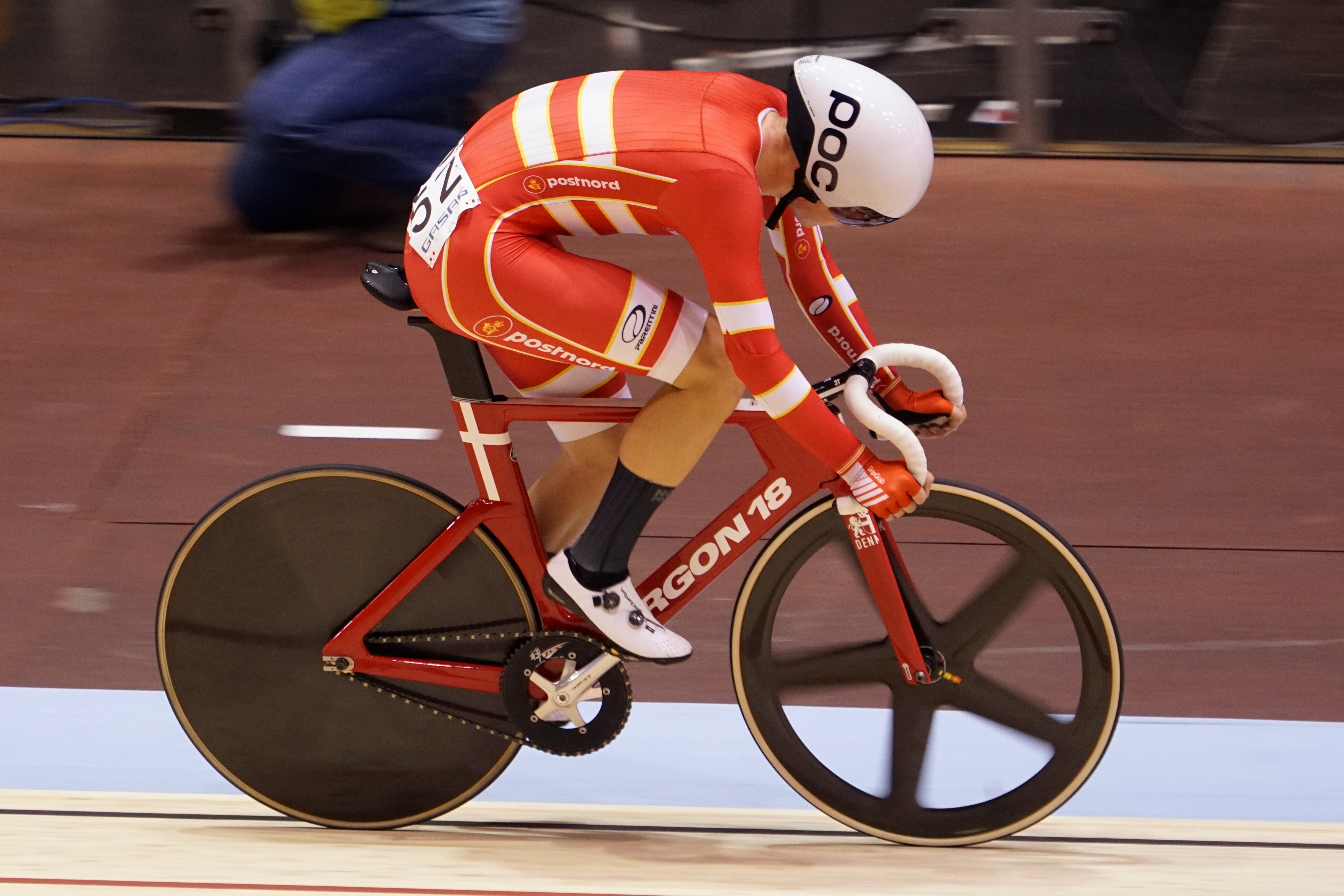
Larsen im Punktefahren während der EM 2017

Niklas Larsen (* 22. März 1997 in Slagelse) ist ein dänischer Radrennfahrer, der auf Bahn und Straße aktiv ist. Seine größten Erfolge erzielte er auf der Bahn.

## Sportliche Laufbahn
2014 wurde Niklas Larsen dänischer Junioren-Meister im Einzelzeitfahren der Junioren. Im Jahr darauf errang der gemeinsam mit Rasmus Pedersen, Frederik Madsen und Tim Vang Cronqvist bei den Junioren-Europameisterschaften die Silbermedaille in der Mannschaftsverfolgung. Bei den Straßenradsport-Weltmeisterschaften 2015 belegte Larsen Platz sieben im Einzelzeitfahren der Junioren. Schon im Jahr darauf wurde Larsen bei den Bahnradsport-Weltmeisterschaften 2016 in London im dänischen Bahn-Vierer der Elite eingesetzt, der die Bronzemedaille gewann.
Im selben Jahr wurde Niklas Larsen für den Start in der Mannschaftsverfolgung bei den Olympischen Spielen in Rio de Janeiro nominiert, wo er gemeinsam mit Lasse Norman Hansen, Rasmus Christian Quaade, Casper von Folsach, Frederik Madsen und Casper Pedersen die Bronzemedaille in der Mannschaftsverfolgung errang. Im Jahr darauf wurde er U23-Europameister im Punktefahren. Beim Bahnrad-Weltcup 2017/18 entschied er die Gesamtwertung im Omnium für sich. 2017 gewann er auch die nationale Meisterschaft im 1000-Meter-Zeitfahren. Bei den Bahnradsport-Weltmeisterschaften 2018 in Apeldoorn belegte der dänische Vierer mit Larsen, Julius Johansen, Frederik Rodenberg und Casper von Folsach Rang zwei. Im Jahr darauf errang der dänische Vierer (mit Julius Johansen, Rasmus Pedersen, Casper von Folsach und Lasse Norman Hansen) bei den Bahnweltmeisterschaften die Bronzemedaille. Auch auf der Straße hatte er Erfolgen: Unter anderem errang er bei den U23-Straßeneuropameisterschaften Silber im Straßenrennen, und er entschied Gesamt- und Nachwuchswertung der Dänemark-Rundfahrt für sich. Im November 2019 brach sich Larsen beim Tanzen während einer Teamfeier ein Bein und konnte mehrere Wochen lang nicht trainieren. Sein Fazit: „Beim nächsten Mal bleibe ich an der Bar stehen.“
Nach seinen Erfolgen im Vorjahr erhielt Larsen zur Saison 2020 einen Profivertrag beim Uno-X Pro Cycling Team. Im ersten Jahr gewann er eine Etappe des Giro della Regione Friuli Venezia Giulia. Auf der Bahn wurde er mit Frederik Madsen dänischer Meister im Zweier-Mannschaftsfahren. 2021 startete bei den Olympischen Spielen in Tokio und errang mit Lasse Norman Hansen, Frederik Madsen und Rasmus Pedersen die Silbermedaille in der Mannschaftsverfolgung. Mit der Fyen Rundt war er auch ein weiteres Mal auf der Straße erfolgreich.
Nach einem Jahr ohne zählbare Erfolge wurde er 2023 mit dem Team erstmals Weltmeister in der Mannschaftsverfolgung. 2024 konnte das dänische Team den Titel erfolgreich verteidigen, bei den Europameisterschaften belegte das Team den zweiten Platz. Im selben Jahr wurde Larsen im Punktefahren Europameister und Vizeweltmeister. Bei den Olympischen Spielen 2024 in Paris gewann Larsen mit Michael Mørkøv die Bronzemedaille im Madison, mit dem Team belegte er den vierten Platz in der Mannschaftsverfolgung, und im Omnium wurde er Zehnter.
Auf der Straße blieb Larsen von 2022 bis 2024 ohne zählbaren Erfolg. Nach fünf Jahren beim Team Uno-X kehrte er zur Saison 2025 in seine Heimat zurück und wurde Mitglied im dänischen UCI Continental Team BHS-PL Beton Bornholm. Für dieses gewann er die erste Etappe der Tour du Loir-et-Cher und verteidigte die Führung in der Gesamtwertung bis zum Ende der Rundfahrt.

## Erfolge

### Bahn
2015
- Junioren-Europameisterschaft – Mannschaftsverfolgung (mit Rasmus Lund Pedersen, Frederik Rodenberg und Tim Vang Cronqvist)

2016
- Olympische Spiele – Mannschaftsverfolgung (mit Lasse Norman Hansen, Rasmus Christian Quaade, Casper von Folsach, Frederik Rodenberg und Casper Pedersen)
- Weltmeisterschaft – Mannschaftsverfolgung (mit Lasse Norman Hansen, Frederik Rodenberg, Casper von Folsach und Rasmus Christian Quaade)
- Europameister – Punktefahren

2017
- Bahnrad-Weltcup in Cali – Mannschaftsverfolgung (mit Julius Johansen, Frederik Rodenberg und Casper Pedersen), Zweier-Mannschaftsfahren (mit Casper von Folsach)
- Weltcup in Pruszków – Omnium
- Weltcup in Manchester – Zweier-Mannschaftsfahren (mit Casper von Folsach)
- Weltcup in Milton – Punktefahren, Omnium
- Europameisterschaft – Punktefahren, Zweier-Mannschaftsfahren (mit Casper Pedersen)
- Europameister (U23) – Punktefahren
- Europameisterschaft (U23) – Einerverfolgung
- Dänischer Meister – 1000-Meter-Zeitfahren, Einerverfolgung, Scratch

2018
- Weltmeisterschaft – Mannschaftsverfolgung (mit Julius Johansen, Frederik Rodenberg und Casper von Folsach)
- Bahnrad-Weltcup 2017/18 Gesamtwertung – Omnium

2019
- Weltmeisterschaft – Mannschaftsverfolgung (mit Julius Johansen, Rasmus Pedersen, Casper von Folsach und Lasse Norman Hansen)

2020
- Dänischer Meister – Zweier-Mannschaftsfahren (mit Frederik Madsen)

2021
- Olympische Spiele – Mannschaftsverfolgung (mit Lasse Norman Hansen, Frederik Madsen und Rasmus Pedersen)

2023
- Weltmeister – Mannschaftsverfolgung (mit Carl-Frederik Bévort, Lasse Norman Leth, Rasmus Pedersen und Frederik Madsen)

2024
- Europameister – Punktefahren
- Europameisterschaften – Omnium, Mannschaftsverfolgung (mit Rasmus Pedersen, Tobias Hansen, Frederik Madsen und Carl-Frederik Bévort)
- Weltmeister – Mannschaftsverfolgung (mit Carl-Frederik Bévort, Tobias Hansen, Rasmus Pedersen und Frederik Madsen)
- Weltmeisterschaft – Punktefahren
- Weltmeisterschaft – Zweier-Mannschaftsfahren (mit Michael Mørkøv)
- Olympische Spiele – Madison (mit Michael Mørkøv)

2025
- Europameister – Mannschaftsverfolgung (mit Tobias Hansen, Lasse Norman Leth und Robin Skivild)
- Europameisterschaft – Omnium

### Straße
2014
- Dänischer Junioren-Meister – Einzelzeitfahren
- eine Etappe GP Rüebliland

2015
- eine Etappe Trofeo Karlsberg
- eine Etappe GP Rüebliland

2017
- Bergwertung Ronde van Midden-Nederland

2018
- Eschborn–Frankfurt (U23)
- eine Etappe, Punktewertung und Nachwuchswertung Rhône-Alpes Isère Tour

2019
- Himmerland Rundt
- U23-Europameisterschaft – Straßenrennen
- Gesamtwertung und Nachwuchswertung Dänemark-Rundfahrt
- Lillehammer GP

2020
- eine Etappe Giro della Regione Friuli Venezia Giulia

2021
- Fyen Rundt

2025
- Gesamtwertung und eine Etappe Tour du Loir-et-Cher
- eine Etappe Kreiz Breizh Elites